# Lărguța (okręg Bacău)
Lărguța – wieś w Rumunii, w okręgu Bacău, w gminie Nicolae Bălcescu. W 2011 roku liczyła 198 mieszkańców.